# Itaparica (kommun)
Itaparica är en kommun i Brasilien.   Den ligger i delstaten Bahia, i den östra delen av landet, 1 000 km öster om huvudstaden Brasília. Antalet invånare är 20 760. Itaparica ligger på ön Ilha de Itaparica.
Följande samhällen finns i Itaparica:
- Itaparica

Runt Itaparica är det tätbefolkat, med 266 invånare per kvadratkilometer.